# Tamarix sultanii
Tamarix sultanii är en tamariskväxtart som beskrevs av M. Qaiser. Tamarix sultanii ingår i släktet tamarisker, och familjen tamariskväxter. Inga underarter finns listade.